# Francis Rawdon-Hastings
Francis Edward Rawdon-Hastings, 1. markiz Hastings (9. december 1754–28. november 1826), z nazivom častiti Francis Rawdon od rojstva do 1762, lord Rawdon med 1762 in 1783, lord Rawdon od 1783 do 1793 in grof Moira med 1793 in 1816, je bil anglo-irski politik in vojaški častnik, ki je služil kot generalni guverner Indije od 1813 do 1823. Več let je služil tudi v britanskih silah med ameriško revolucionarno vojno in leta 1794 med vojno prve koalicije. Na Irskem je bil kritičen do politike prisile, ki se je uporabljala za zatiranje gibanja Združenih Ircev za predstavniško vlado in nacionalno neodvisnost. Leta 1790 je prevzel dodaten priimek "Hastings" v skladu z oporoko svojega strica po materini strani, Francisa Hastingsa, 10. grofa Huntingdona.